# Бетремеев, Алексей Ефимович
Алексей Ефимович Бетремеев (1938 ― 2004) ― советский и российский учёный, доктор медицинских наук, профессор Смоленского государственного педагогического института.

## Биография
Алексей Ефимович Бетремеев родился 14 февраля 1938 года в деревне Новая Дубровичка Шумячского района Смоленской области. В 1959 году окончил Одесское медицинское училище № 3, после чего был призван на службу в Вооружённые Силы СССР, служил фельдшером в Группе советских войск в Венгерской Народной Республике. Демобилизовавшись, поступил на лечебный факультет Смоленского государственного медицинского института. Окончил его в 1968 году.
В 1971—1984 годах преподавал в Смоленском государственном медицинском институте. В 1984 году перешёл на работу в Смоленский государственный педагогический университет (СГПУ), долгое время заведовал кафедрой основ медицинских знаний и охраны здоровья детей. Параллельно с преподавательской работой активно занимался научно-исследовательской деятельностью. В 1992 году защитил диссертацию на соискание учёной степени доктора медицинских наук по теме: «Пренатальный онтогенез среднего уха человека». Занимался изучением эмбриогенеза периферических нервов, эндокринных желёз, органов чувств и внутренних органов человека. Опубликовал в общей сложности более 100 научных работ. Избирался депутатом Смоленской областной Думы 2-го созыва от партии КПРФ.
Умер 14 апреля 2004 года, похоронен на Новом кладбище Смоленска.